# 古埃及分期

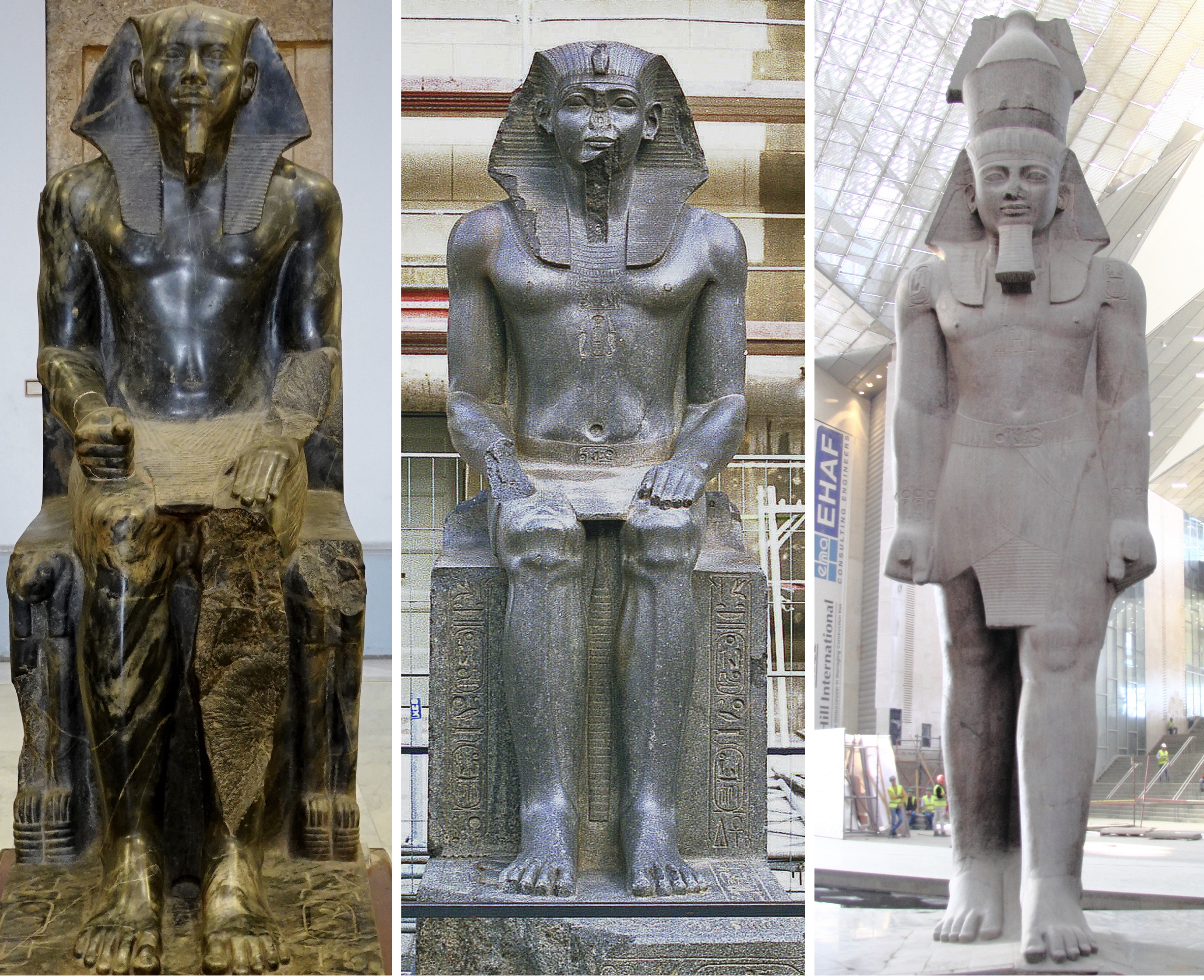
三座雕像。左：古王国时期的卡夫拉登基像，中：中王国时期的阿蒙涅姆赫特二世雕像，右：新王国时期的孟菲斯的拉美西斯二世雕像。

古埃及分期是使用历史分期的方式来组织古埃及3000年的历史。公元前三世纪使用希腊语的埃及祭司曼涅托提出的三十个王朝的划分系统至今仍在使用；然而将王朝归类为不同“时期”和“王国”的系统则起源于19和20世纪。现代分期系统包括三个“黄金时代”，分别是古王国时期、中王国时期和新王国时期；其间穿插着“中间期”，这些时期通常（但并非总是）被认为是危机或黑暗时期。此外还有早期和晚期的划分。

## 古王国、中王国和新王国

### 本森
在1844-1857年的著作《埃及在世界历史中的地位》（Ägyptens Stelle in der Weltgeschichte）中，克里斯蒂安·查尔斯·约西亚斯·冯·本森首次提出了现在埃及历史的三分法。： 
- 古帝国（Altes Reich）：美尼斯至第十三王朝开始
- 中帝国（Mittleres Reich）：希克索斯至第十七王朝。
- 新帝国（Neues Reich）：从第十八王朝开始

本森在其1844年著作的英译本中解释了他如何得出三王国的划分：
在1834年，我在埃拉托色尼的名单中发现了还原曼涅托前十二个王朝的关键，因此能够确定古帝国的长度。在解决了这两个问题后，很明显下一步就是填补古帝国与新帝国之间的空白，这段时期通常被称为希克索斯时期。自从1834年首次提出三分法以来，我坚信这三个埃及帝国的划分，中间的一个包含了希克索斯时期。此外，我认为曼涅托的第十二王朝是古帝国的最后一个完整王朝，而根据这次还原所建立的曼涅托和埃拉托色尼之间的联系，孟菲斯法老的王位在第十三王朝的第四位国王时转移到了牧羊人之王（Shepherd-Kings）手中。
与如今的划分相比，本森的古帝国包括了今天的中王国时期，而本森的“中帝国”时期则被称为第二中间期。 

### 莱普修斯
本森的学生卡尔·理查德·莱普修斯在其1849-1858年的著作《埃及与埃塞俄比亚的纪念碑》（Denkmäler aus Ägypten und Äthiopien）中，主要使用了二分的方式： 
- 古王国（Altes Reich）：第一至第十六王朝
- 新王国（Neues Reich）：第十七至第三十一王朝

### 其他学者
奥古斯特·马里埃特在1867年的著作《古埃及历史概览》（Aperçu de l'histoire ancienne d'Égypte）中这样划分： 
- 古王国：第一至第十王朝
- 中王国：第十一至十七王朝
- 新王国 ：第十八至三十王朝

阿尔弗雷德·维德曼（Alfred Wiedemann）在他的著作《埃及历史》（Ägyptische Geschichte）中这样划分： 
- 史前时期：第一至十一王朝
- 中王国：第十二至十九王朝
- 新王国：第二十至三十一王朝

亨利·高蒂尔（Henri Gauthier）在他1907–1917年的著作《埃及诸王之书》（Le Livre des Rois d'Egypte）中这样划分 ： 
- 古帝国：第一至第十王朝
- 中帝国：第十一至十七王朝
- 新帝国：第十七至二十五王朝
- 塞易斯-波斯时期：第二十六至三十一王朝
- 马其顿-希腊时期：第三十二（马其顿）至三十三（托勒密）时期

## 中间期

### 第一中间期
19世纪的埃及学研究并没有使用“中间期”的概念；这些中间期被视为前一个时代的一部分，“作为间隔或过渡的时期”。 
1926年，第一次世界大战结束后，格奥尔格·施泰因多夫（Georg Steindorff）的著作《法老王朝的辉煌时代》（Die Blütezeit des Pharaonenreiches）和亨利·法兰克福（Henri Frankfort）的著作《第一中间期的埃及和叙利亚》（Egypt and Syria in the First Intermediate Period）将第六至十二王朝归入“第一中间期”这一术语。到20世纪40年代，“第一中间期”已经被广泛接受并确立。 

### 第二中间期
1942年，第二次世界大战期间，德国埃及学家汉斯·斯托克（Hanns Stock）的著作《第13至第17王朝的历史与考古研究》（Studien zur Geschichte und Archäologie der 13. bis 17. Dynastie）推动了“第二中间期”这一术语的使用。 

### 第三中间期
1978年，英国埃及学家肯尼斯·基钦（Kenneth Kitchen）在其著作《古埃及的第三中间期（前1100年至前650年）》（The Third Intermediate Period in Egypt (1100–650 BC)）中首次提出了“第三中间期”。 

## 相关阅读
- Schneider, Thomas. . Klaus-Peter Adam  (编). . Walter de Gruyter. 27 August 2008: 181–197. ISBN 978-3-11-020672-2.
- Clayton, Peter A. . London: Thames and Hudson. 1994. ISBN 978-0-500-05074-3.